# مقاطعة هوكلي (تكساس)
مقاطعة هوكلي (بالإنجليزية: Hockley  County)‏ هي إحدى المقاطعات في ولاية تكساس، الولايات المتحدة الأمريكية.